# Campeonato Europeo de Patinaje Artístico sobre Hielo de 1980
El LXXI Campeonato Europeo de Patinaje Artístico sobre Hielo se realizó en Gotemburgo (Suecia) del 22 al 27 de enero de 1980. Fue organizado por la Unión Internacional de Patinaje sobre Hielo (ISU) y la Federación Sueca de Patinaje Artístico sobre Hielo.
Las competiciones se realizaron en la Scandinavium de la ciudad sueca.

## Resultados

### Masculino
| Puesto | Nombre           | País                          | Puntos |
| ------ | ---------------- | ----------------------------- | ------ |
| Oro    | Robin Cousins    | Reino Unido                   |        |
| Plata  | Jan Hoffmann     | República Democrática Alemana |        |
| Bronce | Vladímir Kovalev | Unión Soviética               |        |

### Femenino
| Puesto | Nombre         | País                          | Puntos |
| ------ | -------------- | ----------------------------- | ------ |
| Oro    | Anett Pötzsch  | República Democrática Alemana |        |
| Plata  | Dagmar Lurz    | Alemania Occidental           |        |
| Bronce | Susanna Driano | Italia                        |        |

### Parejas
| Puesto | Nombre                               | País            | Puntos |
| ------ | ------------------------------------ | --------------- | ------ |
| Oro    | Irina Rodnina / Alexandr Zaitsev     | Unión Soviética |        |
| Plata  | Marina Cherkasova / Serguéi Shakhrai | Unión Soviética |        |
| Bronce | Marina Pestova / Stanislav Leonovich | Unión Soviética |        |

### Danza en hielo
| Puesto | Nombre                                | País            | Puntos |
| ------ | ------------------------------------- | --------------- | ------ |
| Oro    | Natalia Linichuk / Gennadi Karponosov | Unión Soviética |        |
| Plata  | Krisztina Regöczy / András Sallay     | Hungría         |        |
| Bronce | Irina Moiseyeva / Andrei Minenkov     | Unión Soviética |        |

## Medallero
| Núm. | País                          | Oro | Plata | Bronce | Total |
| ---- | ----------------------------- | --- | ----- | ------ | ----- |
| 1    | Unión Soviética               | 2   | 1     | 3      | 6     |
| 2    | República Democrática Alemana | 1   | 1     | 0      | 2     |
| 3    | Reino Unido                   | 1   | 0     | 0      | 1     |
| 4    | Alemania Occidental           | 0   | 1     | 0      | 1     |
| 4    | Hungría                       | 0   | 1     | 0      | 1     |
| 6    | Italia                        | 0   | 0     | 1      | 1     |
|      | TOTAL                         | 4   | 4     | 4      | 12    |